# 十月镇区 (伏尔加格勒州)
十月镇区（俄语：Октябрьский район）是俄罗斯联邦伏尔加格勒州下辖的一个区，其行政中心为十月镇。据2016年统计，该区的人口为20556人。